# Jackie Healy-Rae
Jackie Healy-Rae (eigtl. John Patrick Healy, * 9. März 1931 in Kilgarvan, County Kerry, Irland; † 5. Dezember 2014 in Tralee) war ein irischer Politiker. Er gehörte bis 1997 der Fianna Fáil an. Er war von 1997 bis 2011 (parteiunabhängiges) Mitglied (Teachta Dála) des Dáil Éireann, des irischen Unterhauses.

## Leben
Jackie Healy-Rae wurde 1931 als ältester Sohn der Farmer Daniel und Mary Healy geboren. Der Namenszusatz rührt von der Ortsbezeichnung der Farm, Reacashlagh.
1953 wollte Healy-Rae, der im gleichen Jahr seine Frau Julie geheiratet hatte, in die USA auswandern, kehrte aber schnell wieder zurück. Mit seiner Frau hat er sechs Kinder. Er betrieb ein Bauunternehmen.
Healy-Rae saß ab 1973 im Kerry County Council. Bei den Wahlen zum Dáil Éireann 2007 wollte Healy-Rae für den Wahlbezirk Kerry South antreten, doch die Fianna Fáil verweigerte ihm die Kandidatur. Er trat daher aus der Partei aus. Bei der Wahl war er erfolgreich und konnte den Sitz bis 2011 verteidigen. Als unabhängiger Abgeordneter unterstützte er die Regierung Ahern I von Fianna Fáil und Progressive Democrats.

## Familie
Seine beiden Söhne Michael und Danny Healy-Rae sind ebenfalls Mitglied des Dáil Éireann. Seine Tochter Joan Harkin ist Lehrerin in New York. Die Tochter Rosemary ist Barrister. Denis Healy-Rae ist Unternehmer. John Healy ist bei der Garda Síochána tätig.